# 比拉克 (夏朗德省)
比拉克（法語：Birac，法語發音：[biʁak]）是法国夏朗德省的一个市镇，属于干邑区。

## 地理
比拉克（45°33'37"N, 0°3'47"W）面积11.84 平方千米，位于法国新阿基坦大区夏朗德省，该省份为法国西部内陆省份，北起德塞夫勒省和维埃纳省，东临上维埃纳省，东南至多尔多涅省，南至多爾多涅省，西接滨海夏朗德省。
与比拉克接壤的市镇（或旧市镇、城区）包括：夏朗德河畔新堡、鲁莱-圣埃斯泰夫、瓦勒德维涅、贝勒维涅。

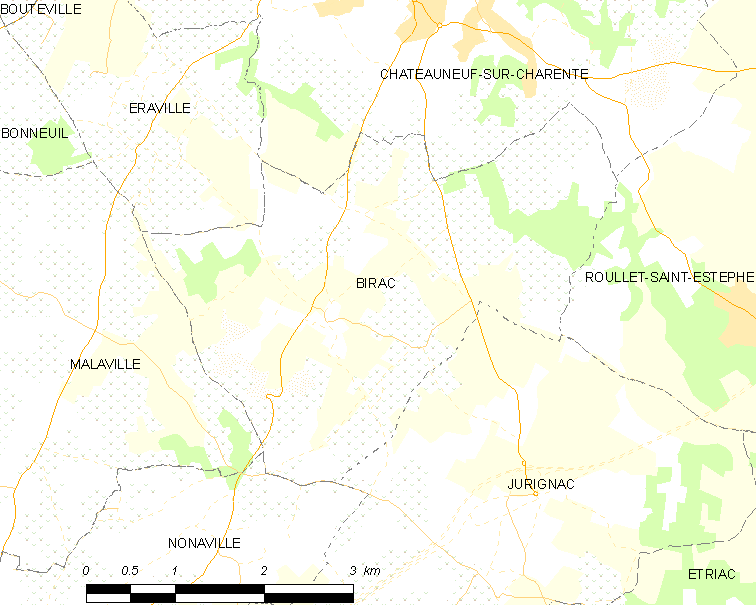
的OSM定位图

比拉克的时区为UTC+01:00、UTC+02:00（夏令时）。

## 行政
比拉克的邮政编码为16120，INSEE市镇编码为16045。

## 政治
比拉克所属的省级选区为夏朗德-香槟县。

## 人口

1962-2008年间人口变化图示

比拉克于2022年1月1日时的人口数量为368人。